# Пасо Пјан деле Фугаце (Виченца)
Пасо Пјан деле Фугаце је насеље у Италији у округу Виченца, региону Венето.
Према процени из 2011. у насељу је живело 4 становника. Насеље се налази на надморској висини од 1166 м.